# Conférence de Wannsee
Vous lisez un « bon article » labellisé en 2021.
Pour les articles homonymes, voir Conférence de Wannsee (homonymie).

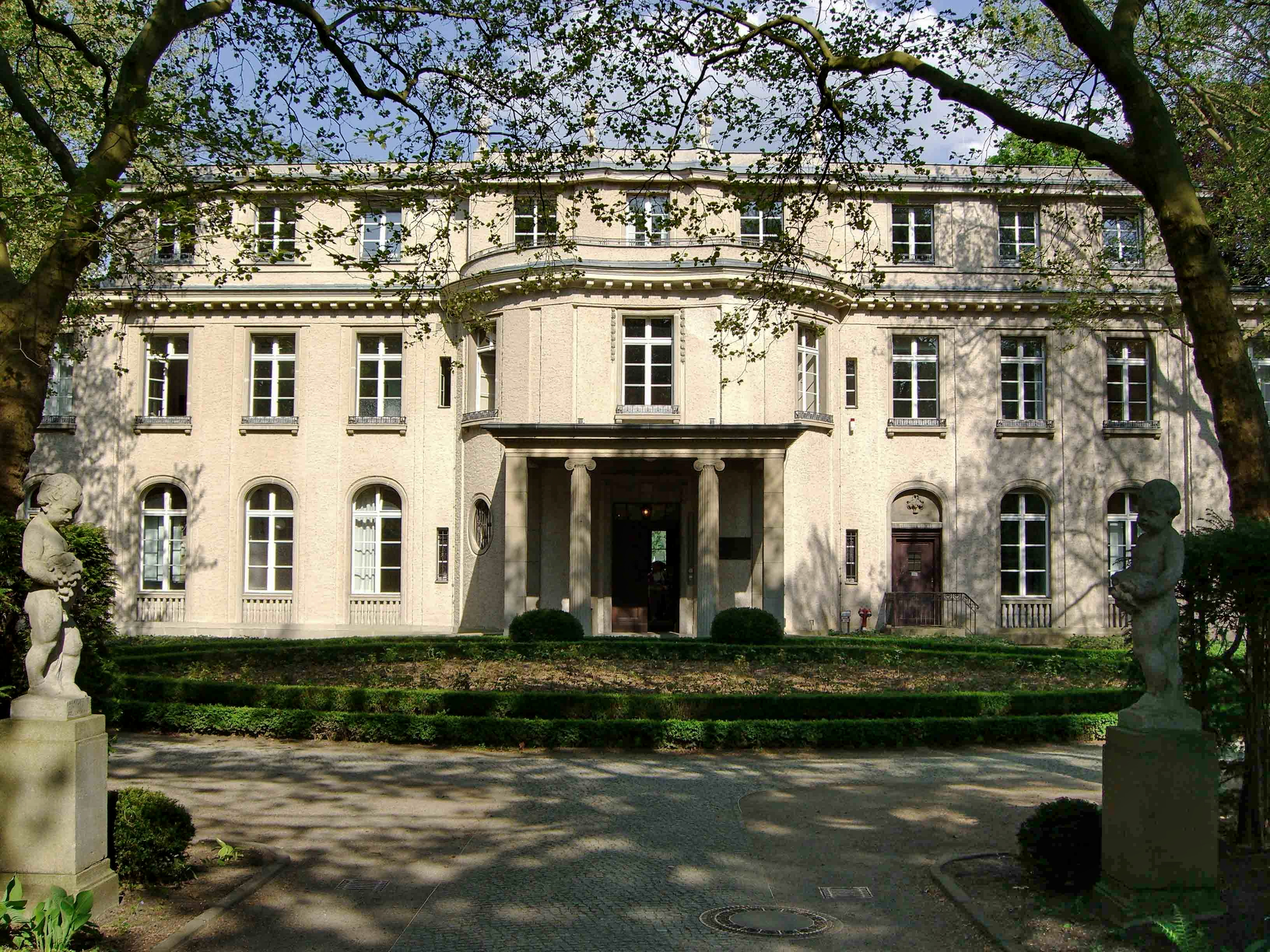
La villa Marlier à Wannsee où s'est déroulée la conférence en janvier 1942.

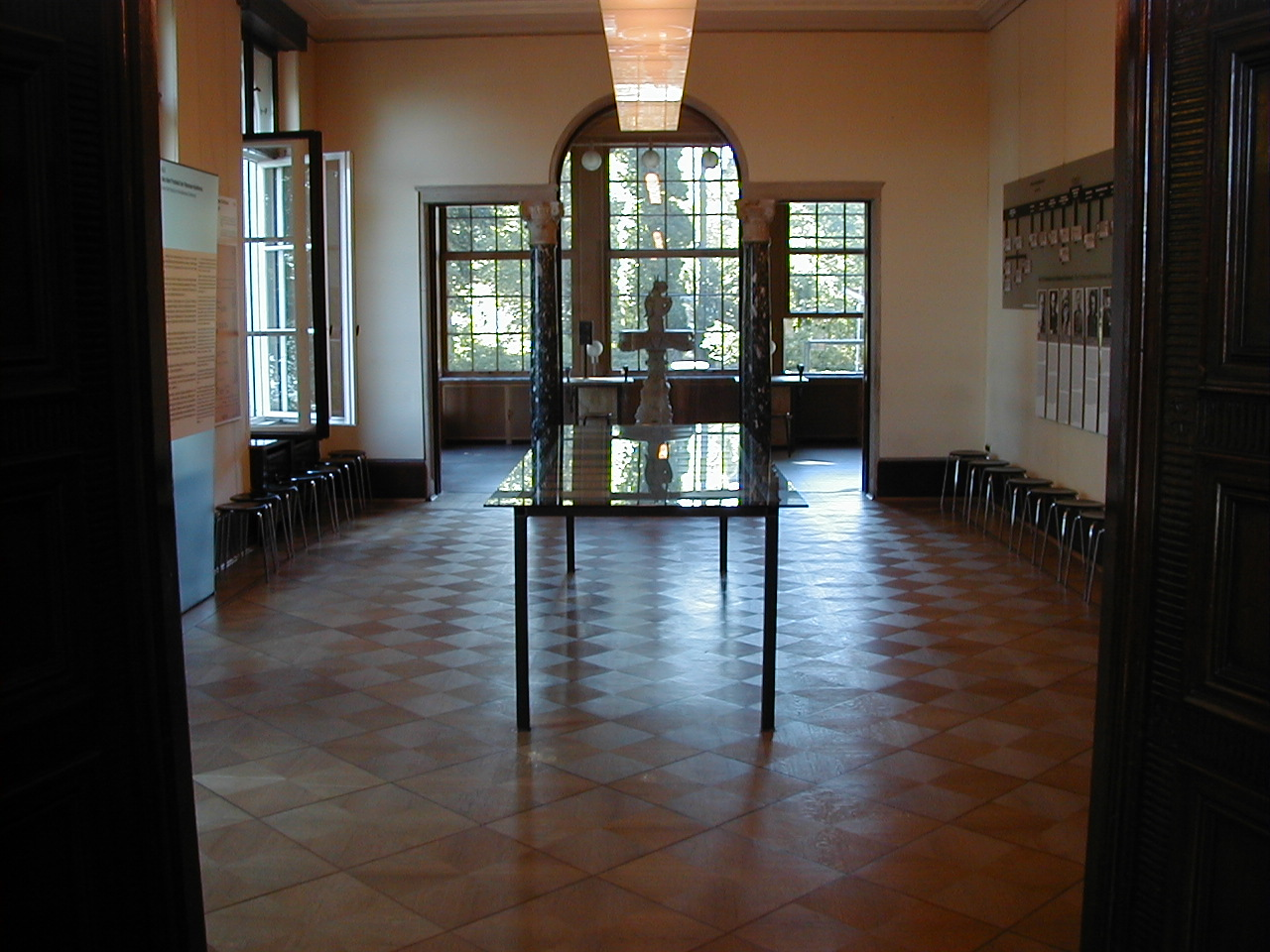
Intérieur de la villa Marlier.

La conférence de Wannsee (en allemand : Wannseekonferenz [ˈvanˌzeːˌkɔnfeˈʁɛnt͡s]) réunit dans la villa Marlier à Berlin, le 20 janvier 1942, quinze hauts responsables du Troisième Reich, délégués des ministères, du parti ou de la SS, pour mettre au point l'organisation administrative, technique et économique de la « solution finale de la question juive », voulue par Adolf Hitler et ensuite mise en œuvre, sur ses instructions, par Hermann Göring, Heinrich Himmler, Reinhard Heydrich et l'un des collaborateurs de ce dernier, Adolf Eichmann.
Au moment où la conférence se tient, la Shoah a commencé depuis déjà plusieurs mois : la déportation des Juifs du Reich a commencé ; après le déclenchement de l'invasion de l'URSS, les Einsatzgruppen exécutent les Juifs par centaines de milliers depuis juin 1941 ; le centre d'extermination de Chełmno est en activité dès décembre 1941 et d'autres centres d'extermination nazis sont en construction ou en projet.
Convoquée et présidée par Heydrich,, la conférence, dont le secrétariat est assuré par Eichmann, dure moins de deux heures,. Si elle est brève et n'est pas marquée par des décisions fondamentales, elle constitue, pour la plupart des historiens, une étape décisive dans la réalisation de la Shoah, en entérinant d'une part le contrôle total de la SS sur la mise en œuvre de l'extermination du peuple juif, d'autre part le rôle de Heydrich en tant que maître d'œuvre dans le processus destructeur, puis en obtenant la collaboration sans entraves et le soutien sans faille de l'ensemble de l'appareil de l'État et du parti nazi. Son importance est confirmée par l'existence de plusieurs monographies.
La villa Marlier où eut lieu la conférence est depuis 1992 un lieu de mémoire.

## Contexte

### Mesures antisémites du régime nazi avant-guerre
La conférence de Wannsee ne peut être isolée du processus d'exclusion de la société et de stigmatisation de la population juive, à l’œuvre dès l'arrivée des nazis au pouvoir en 1933, et qui s'amplifie jusqu'au déclenchement de la Seconde Guerre mondiale.

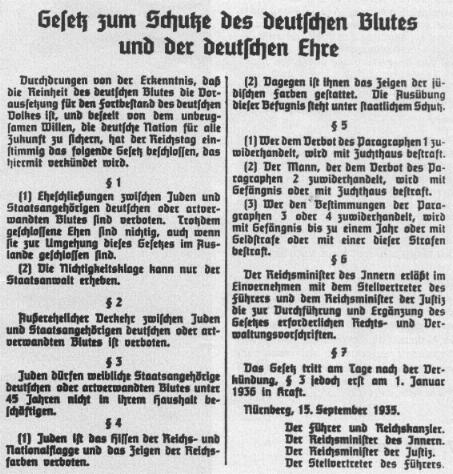
Publication de la loi sur la protection du sang et de l'honneur allemand, l'une des trois lois de Nuremberg, au Reichsgesetzblatt.

En effet, dès 1933, les Juifs sont, à quelques exceptions près, exclus de la fonction publique par la loi allemande sur la restauration de la fonction publique du 7 avril 1933 et son règlement d'application,. Avec l'adoption des lois de Nuremberg, le 15 septembre 1935 et les décrets d'application lui faisant suite, les Juifs ou demi-Juifs (Mischling) sont catégorisés sur une base légale, privés de leur citoyenneté, déchus de la plupart de leurs droits et chassés d'un nombre croissant de professions ; mariages et relations sexuelles entre Juifs et « citoyens de sang allemand ou apparenté » sont interdits et deviennent des délits. Le durcissement de cette politique se poursuit en 1937 et 1938, avec la confiscation des passeports des Juifs allemands, le début de l'élimination des Juifs de la sphère économique, l'interdiction de prénoms « juifs » et l'exclusion de sphères de plus en plus étendues de la vie publique, économique et sociale,.
La nuit de Cristal des 9 et 10 novembre 1938 marque une étape cruciale dans la radicalisation antisémite : outre les violences physiques et les destructions matérielles à grande échelle sur tout le territoire du Reich, elle est suivie, fin 1938 et courant 1939, par toute une série de mesures qui excluent de jure et de facto les Juifs de la société civile, et par l'aryanisation forcée des entreprises et commerces juifs. Pour Raul Hilberg, à la veille du déclenchement du conflit, la population juive du Reich et du protectorat de Bohême-Moravie est soumise à des conditions de vie qui correspondent à une ghettoïsation, même s'il ne s'agit pas encore d'une concentration dans des quartiers enclos de murs, selon un processus en cinq étapes : « rupture imposée des relations de sociabilité entre Juifs et Allemands ; limitations de résidence ; réglementation des déplacements ; mesures d'identification spécifique ; enfin, institution de procédures administratives distinctes ».

### Déportations, ghettoïsation et assassinats de masse
Avec l'invasion de la Pologne, deux millions de Juifs tombent aux mains des Allemands, dont la politique et les actions antisémites se durcissent. Dans le sillage des troupes combattantes, les Einsatzgruppen constitués par Reinhard Heydrich procèdent au massacre systématique des Juifs, des communistes et des membres de l'intelligentsia, du clergé et de l'aristocratie. Comme l'indique Heydrich, en réaction aux protestations de certains généraux de la Wehrmacht, « nous voulons bien protéger les petites gens, mais les aristocrates, les curetons et les Juifs doivent être supprimés ». Les tueries s'accompagnent d'un vaste processus de déportation, de concentration et de ghettoïsation : à partir du 1er décembre 1939, débute un vaste mouvement forcé de la population juive : les Juifs des territoires polonais incorporés au Reich, mais aussi les Juifs et Tziganes du Reich sont déportés vers le Gouvernement général de Pologne, ce qui finit par susciter de vives protestations du gouverneur général Hans Frank, débordé par l'ampleur des déportations. Les ghettos se mettent en place tout d'abord dans les territoires incorporés dès l'hiver 1939-1940, et se multiplient au cours des mois suivants (Łódź en avril 1940, Varsovie en octobre, Cracovie en mars 1941, Lublin en avril, etc.).

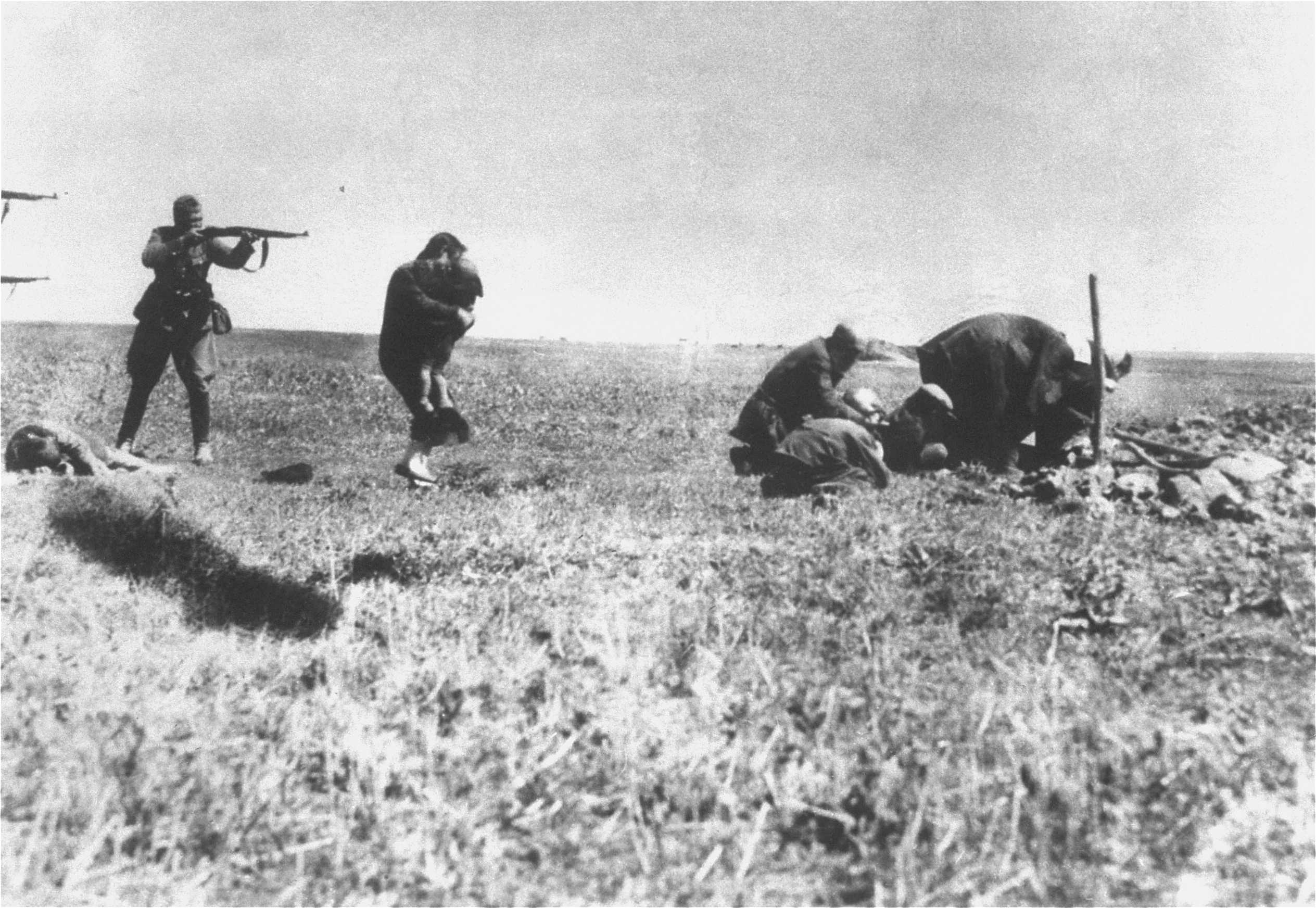
Membres d'un Einsatzkommando abattant une femme juive portant son enfant dans les bras, dans la région de Kiev en 1942.

Au cours de l'invasion de l'Union soviétique, 2 500 000 Juifs se retrouvent, au fil des avancées des armées allemandes, sous la domination nazie. Formés dès le printemps 1941, soit avant l'invasion, quatre Einsatzgruppen suivent la progression de la Wehrmacht et commettent des massacres à grande échelle qui visent, selon Heydrich « tous les fonctionnaires du Komintern, la plupart de ceux-ci devant être des politiciens de carrière ; les fonctionnaires de haut rang et de rangs intermédiaires ainsi que les extrémistes du parti communiste, du comité central et des comités régionaux et locaux ; les commissaires du peuple ; les Juifs occupant des fonctions au sein du parti communiste ou du gouvernement, ainsi que tous les autres éléments extrémistes, saboteurs, propagandistes, francs-tireurs, assassins, agitateurs… ». Les tueries se concentrent rapidement sur les Juifs, tout d'abord sur les adultes de sexe masculin, puis à partir d'août 1941, à l'ensemble de la population juive, sans distinction de sexe ou d'âge et sans aucun lien avec une éventuelle fonction au sein du parti communiste.

Le 16 juillet 1941, Adolf Hitler prend la parole lors d'une réunion au sommet, à laquelle assistent notamment Hermann Göring, Alfred Rosenberg, Hans Lammers, Wilhelm Keitel et Martin Bormann, et où est abordée l'administration des territoires soviétiques occupés. Pour Hitler, les territoires à l'ouest de l'Oural doivent devenir « un jardin d'Éden germanique » ; il poursuit en déclarant que « naturellement, les vastes zones doivent être pacifiées au plus vite ; la meilleure manière d'atteindre ce résultat est d'abattre quiconque ose nous regarder de travers ».
À cette époque, Heydrich a mis en place et commande les Einsatzgruppen qui ont entrepris l'assassinat en masse de la population juive des territoires récemment conquis en Union soviétique. Selon Rudolf Lange, commandant de l'Einsatzkommando 2 qui opère en Lettonie, ses ordres portent sur une solution radicale du problème juif : l'exécution de tous les Juifs.
Les premiers centres d'extermination nazis sont planifiés ou démarrent leurs activités au cours du dernier trimestre de 1941 : la décision de créer le centre d'extermination de Bełżec est prise en septembre ou en octobre et les premiers gazages au centre d'extermination de Chełmno ont lieu le 8 décembre 1941. Avant la conférence, les massacres systématiques de Juifs ont donc commencé à grande échelle depuis plus de six mois sur le territoire polonais précédemment occupé (de septembre 1939 à juin 1941) par l'Union soviétique et sur le territoire conquis dans cette même URSS depuis juin 1941. En sont également victimes, en novembre 1941, les Juifs allemands déportés à Kaunas (Lituanie) et à Riga (Lettonie).

## Planification de la conférence
« Je vous charge par la présente de prendre toutes les mesures préparatoires nécessaires du point de vue organisationnel, pratique et matériel pour une solution globale de la question juive dans la sphère d'influence allemande en Europe. Là où ces dispositions touchent à la compétence d'autres instances gouvernementales, leur participation doit être requise. Je vous charge en outre de me soumettre sous peu un plan d'ensemble des mesures organisationnelles, pratiques et matérielles nécessaires pour mener à bonne fin la solution finale souhaitée de la question juive. »

— Lettre de Hermann Göring à Reinhard Heydrich du 31 juillet 1941

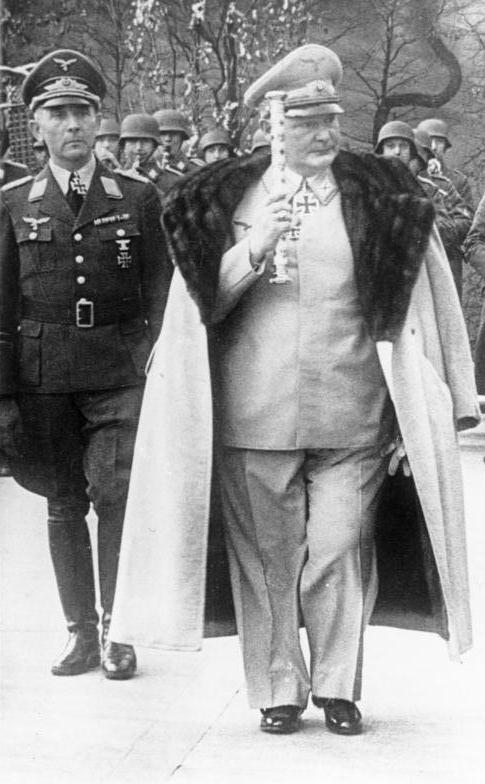
Göring en uniforme d'apparat levant son bâton de Reichsmarschall, suivi du Generalmajor Paul Conrath en 1942.

Le 31 juillet 1941, Göring signe un document rédigé par Adolf Eichmann sur instruction de Heydrich, document présenté comme un ordre à ce dernier qui étend les pouvoirs qui lui ont été confiés le 24 janvier 1939 pour résoudre le problème juif par l'émigration ou l'évacuation, via les centrales pour l'émigration juive compétentes pour l'ensemble du Reich et le protectorat de Bohême-Moravie,. À cette époque, Göring est le personnage le plus puissant du régime nazi après Hitler : il est le seul à avoir reçu le grade spécifique de Reichsmarschall et est désigné comme le successeur du Führer ; Heydrich est au faîte de sa puissance : bras-droit de Himmler, directeur du RSHA, gouverneur de facto du protectorat de Bohême-Moravie,, il a aussi autorité sur les Einsatzgruppen,. Il se voit chargé de faire tous les préparatifs nécessaires pour résoudre la question juive dans l'ensemble des territoires sous contrôle allemand, de coordonner la participation des organisations dont les juridictions sont concernées et de soumettre un projet global pour la « solution finale de la question juive » (« Endlösung der Judenfrage »).
Selon Adam Tooze, qui examine notamment les impératifs économiques qui sous-tendent l'extermination des Juifs, en 1941, le manque criant de main-d'œuvre dans l'industrie de l'armement allemande rend nécessaire le recours à des millions de travailleurs forcés provenant des territoires occupés ; nourrir de manière satisfaisante ces travailleurs, ainsi que la population allemande et celle des pays occupés à l'ouest, plus privilégiés comme la France et les Pays-Bas, nécessite une réduction drastique des bouches inutiles aux buts du Reich, dont les millions de Juifs sont, aux yeux de l'idéologie nazie, l'exemple le plus caractéristique.
Dès novembre 1941, la plupart des responsables nazis est avisée de l'intention d'Adolf Hitler d'expulser tous les Juifs d'Europe vers les territoires de l'Est et de les y faire assassiner,. La décision génocidaire antérieure à la conférence de Wannsee, vraisemblablement prise par Adolf Hitler entre la fin 1940 et le début 1941, est généralement acceptée par les historiens de la Shoah,,. Le 18 décembre, Himmler rencontre Hitler et note dans son carnet de rendez-vous : « question juive - à exterminer comme partisans ». Le 19 décembre 1941, Wilhelm Stuckart, secrétaire d'État au ministère de l'Intérieur, déclare à l'un de ses fonctionnaires que « les mesures prises contre les Juifs évacués sont fondées sur une décision de la plus haute autorité. Vous devez l'accepter ».

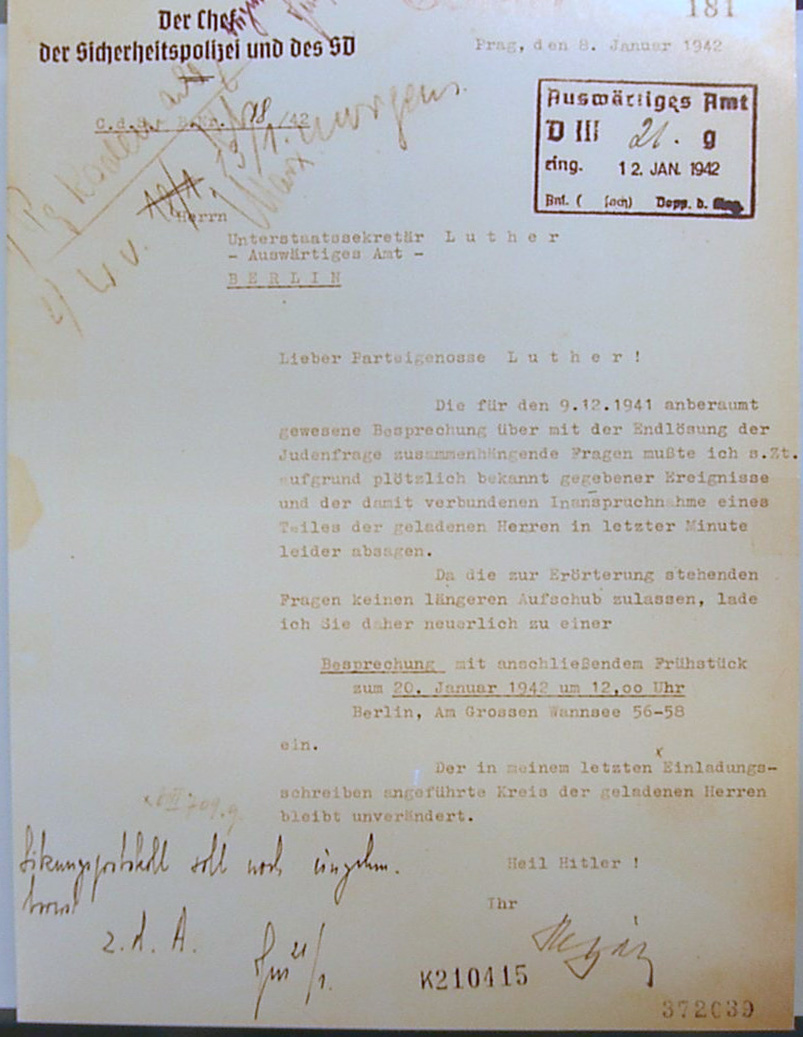
Lettre de Reinhard Heydrich à Martin Luther, l'invitant à la conférence de Wannsee.

Le 29 novembre 1941, Heydrich, représentant de Himmler en son absence, ordonne à Eichmann d'envoyer une invitation pour une réunion prévue le 9 décembre 1941 au 16 Am kleinen Wannsee, adresse d'une villa, au bord du lac à l'extrémité ouest de Berlin. Le texte de l'invitation précise que « le 31 juillet 1941 le Reichsmarschall du Grand Reich allemand m'a chargé, avec l'assistance des autres autorités centrales, de faire tous les préparatifs organisationnels et pratiques en vue d'une solution d'ensemble de la question juive et de lui faire dès que possible des propositions détaillées ». Heydrich tient notamment à ce que soient invités des représentants d'institutions avec lesquelles la SS a rencontré des difficultés et à ce que le ministère des Affaires étrangères soit représenté par un haut responsable. Il joint à cette invitation une copie de la lettre de Göring du 31 juillet précédent pour souligner son autorité en la matière.
Les développements du début de décembre 1941 perturbent les plans initiaux. Le 5 décembre 1941, l'Armée rouge lance une contre-offensive à Moscou, mettant fin à la perspective d'une conquête rapide de l'URSS ; le 7 décembre, les Japonais attaquent les États-Unis à Pearl Harbor, entraînant l'intervention directe des États-Unis dans le conflit, contre le Japon à partir du 8 décembre, puis contre le Reich le 11 décembre. Certains invités de la réunion participent à ces préparatifs, et le 8 décembre, Heydrich reporte la réunion, sans déterminer de nouvelle date. Au début du mois de janvier 1942, Heydrich envoie de nouvelles invitations à une réunion fixée au 20 janvier. Toujours selon lui, l'objectif initial de la conférence de Wannsee ne porte que sur la déportation des Juifs du Reich ; ce n'est qu'après le discours d'Adolf Hitler du 12 décembre 1941 que Heydrich a pu élargir le thème de la réunion pour la consacrer à la solution finale de la question juive.
Le lieu de la conférence est changé pour une villa au 56-58 Am grossen Wannsee, une rue résidentielle tranquille, à Wannsee. La villa Marlier, construite en 1914, a été acquise par la SS en 1940 pour être utilisée comme un centre de conférence,.

## Participants

Portraits des participants à la conférence de Wannsee
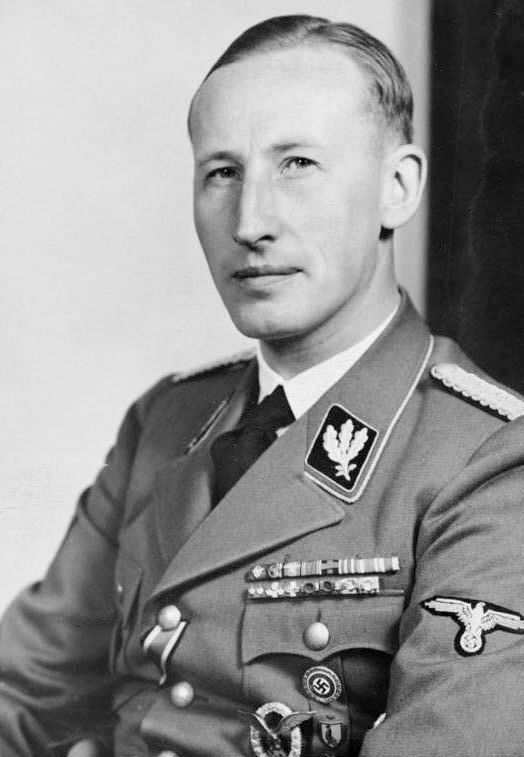
Reinhard Heydrich
Adolf Eichmann
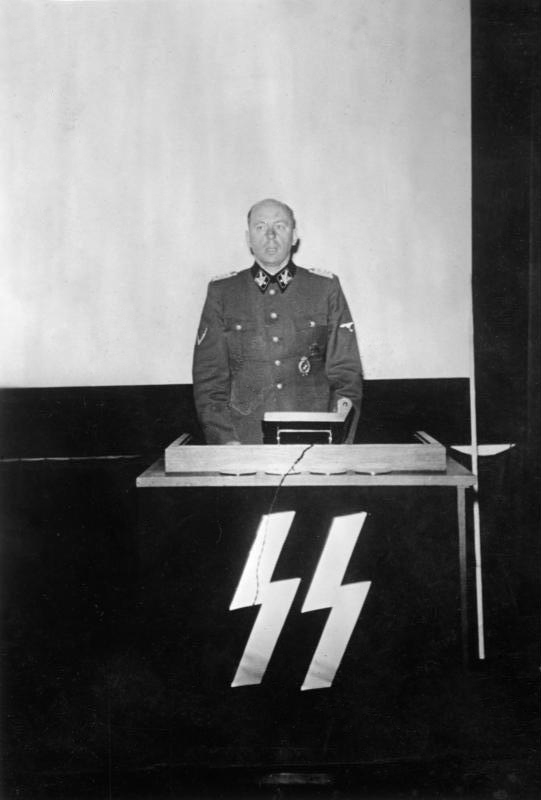
Otto Hofmann
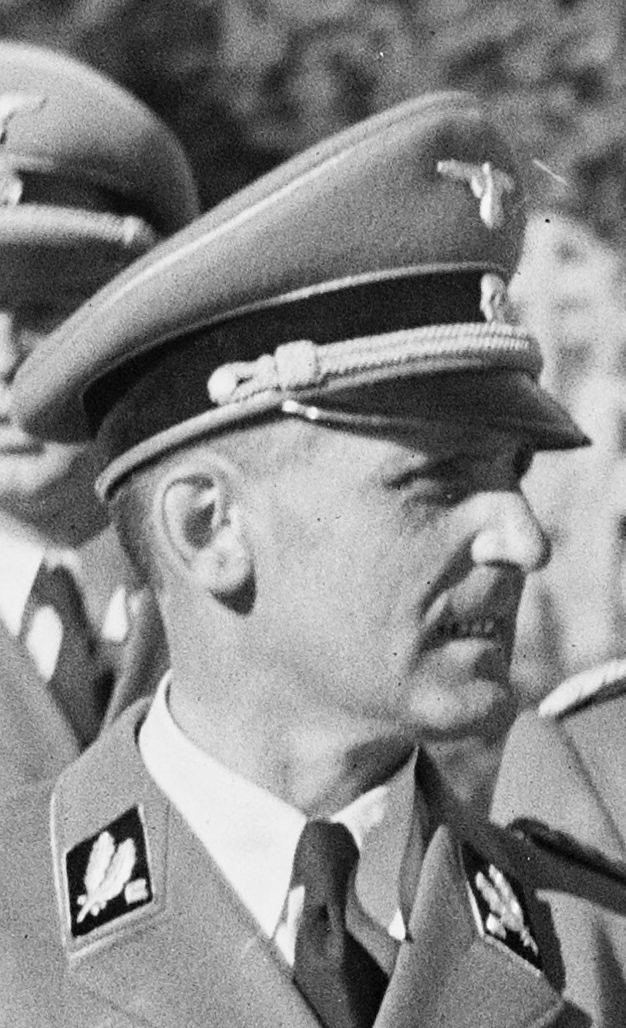
Heinrich Müller
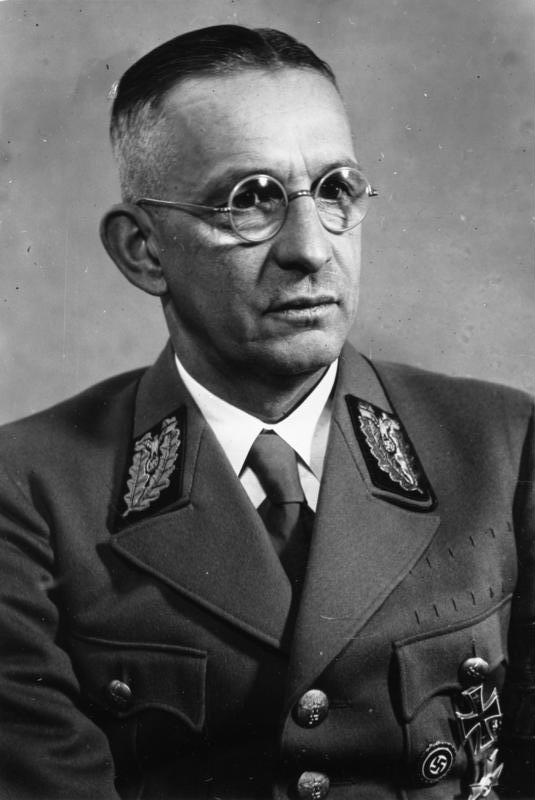
Alfred Meyer
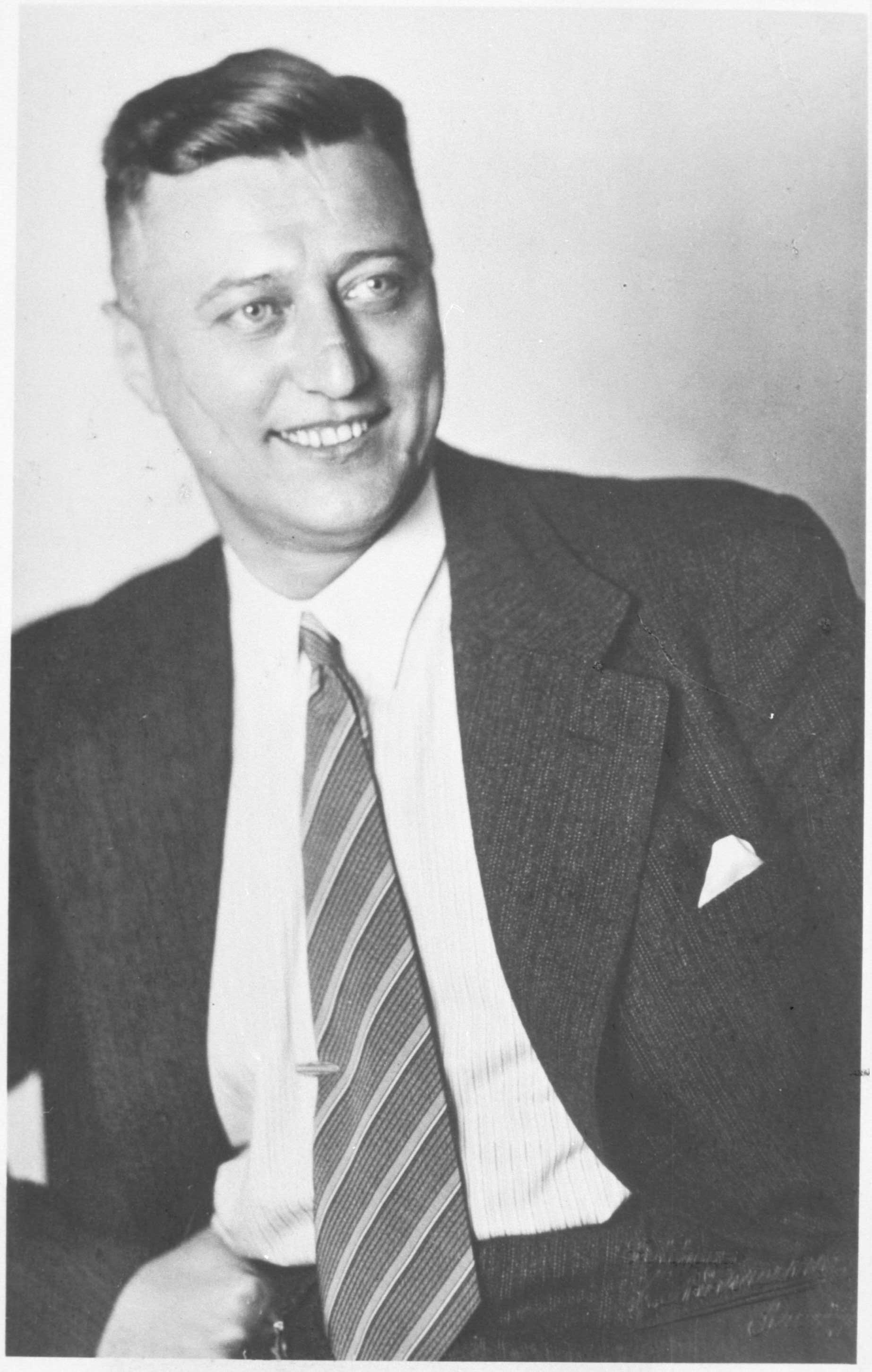
Eberhard Schöngarth
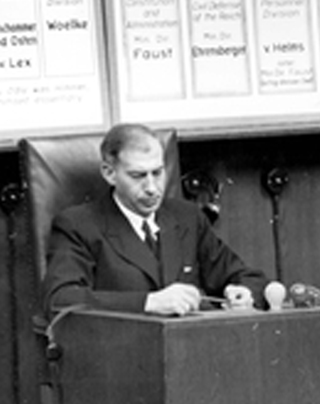
Wilhelm Stuckart

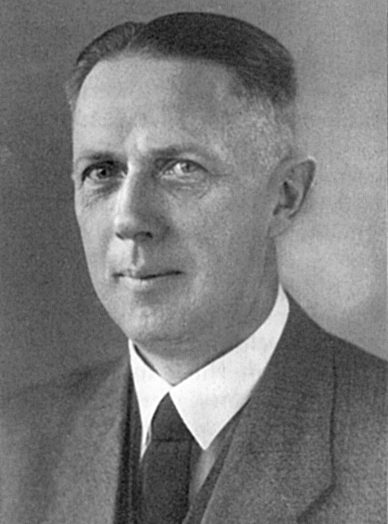
Friedrich Wilhelm Kritzinger
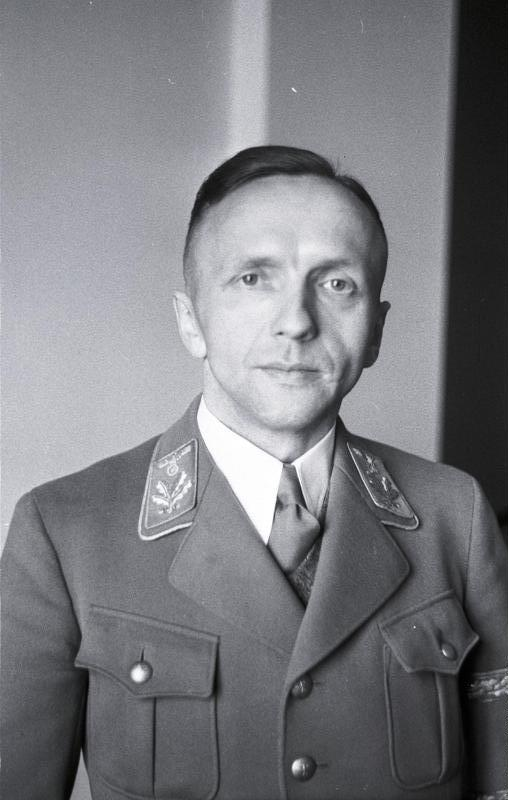
Gerhard Klopfer
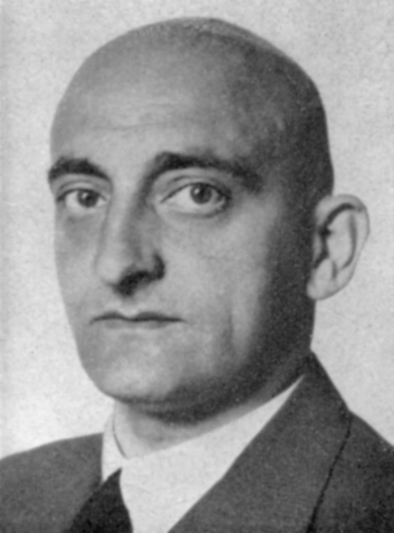
Erich Neumann
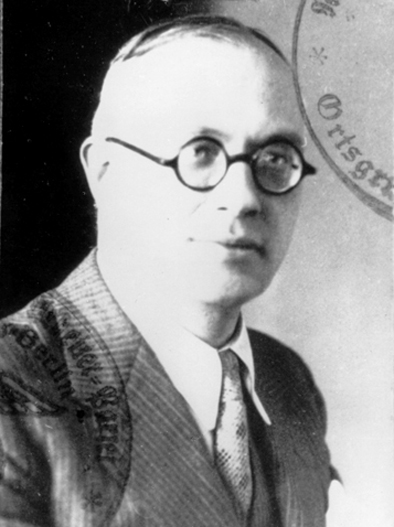
Martin Luther
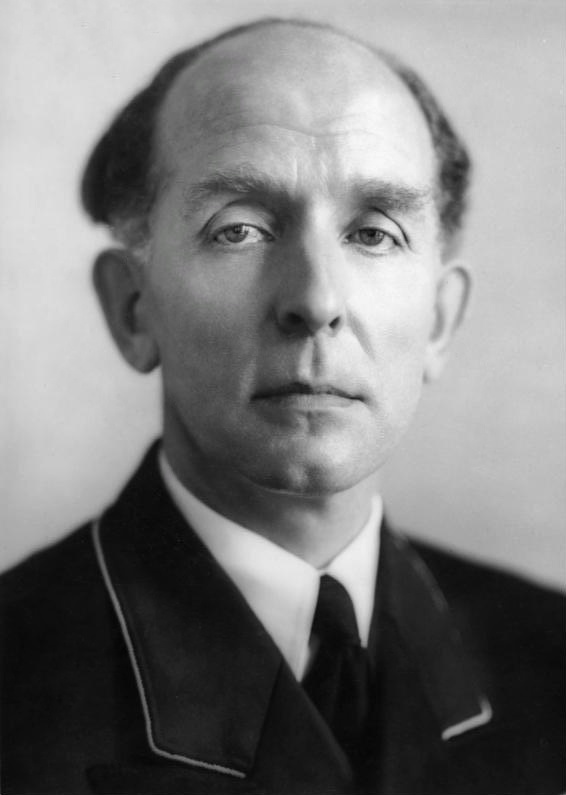
Roland Freisler en 1942.
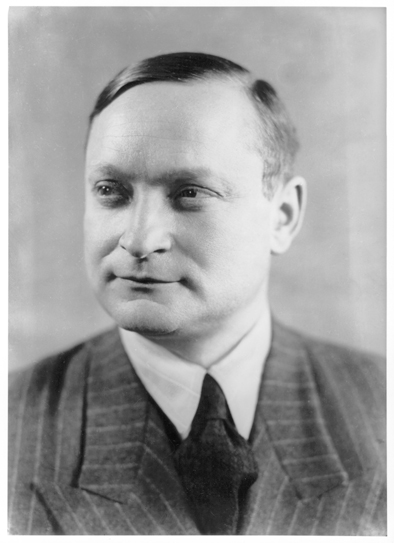
Georg Leibbrandt
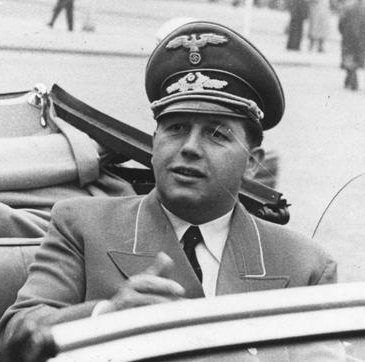
Josef Bühler

Selon le dictionnaire de la Shoah, « Aucun des participants de la conférence n'était un opposant en puissance à la politique génocidaire. […] Tous étaient convaincus de la nécessité du génocide. Les modalités seules pouvaient les opposer ».
Comme il s'agit d'une réunion destinée à discuter de la mise en œuvre d'une décision déjà prise au niveau politique, dont l'étendue est vaste, les invités de Heydrich sont, à l'exception d'Eichmann et du Dr Lange, parmi les plus hauts fonctionnaires du Reich ; « pas moins de huit participants sur quinze sont titulaires d'un doctorat ».
Participent à la conférence :
- Reinhard Heydrich, SS-Obergruppenführer, directeur du RSHA et adjoint direct de Himmler, qui préside la réunion[1] ;
- Adolf Eichmann, SS-Obersturmbannführer, chef du bureau IV B-4 (Judenangelegenheiten, Affaires juives) de la Gestapo (RSHA), adjoint direct de Heinrich Müller, également présent ; il rédige les notes de la conférence ;
- Dr Josef Bühler, Staatssekretär[o], Gouvernement général de Pologne, représentant Hans Frank ;
- Dr Roland Freisler, Staatssekretär, ministère de la Justice, représentant Franz Schlegelberger ;
- Otto Hofmann, SS-Gruppenführer, chef du Bureau pour la race et le peuplement (RuSHA), qui dépend directement de Himmler ;
- Dr Gerhard Klopfer, SS-Oberführer, secrétaire permanent à la chancellerie du parti, représentant Martin Bormann ;
- Dr Friedrich Wilhelm Kritzinger, secrétaire permanent de la chancellerie du Reich, représentant Hans Lammers ;
- Dr Rudolf Lange, SS-Sturmbannführer, Kommandeur der SP und des SD (KdS) — chef de la SiPo et du SD (RSHA) — à Riga (Lettonie), sous les ordres de Himmler ;
- Dr Georg Leibbrandt, Staatssekretär du ministère des Territoires occupés de l'Est, représentant Alfred Rosenberg ;
- Martin Luther, Unterstaatssekretär[o], ministère des Affaires étrangères, représentant Joachim von Ribbentrop ;
- Dr Alfred Meyer, Gauleiter du Gau Westfalen-Nord (de Westphalie du Nord) et Staatssekretär, adjoint de Rosenberg au ministère des Territoires occupés de l'Est ;
- Heinrich Müller, SS-Gruppenführer, chef de la Gestapo (RSHA), adjoint direct de Heydrich ;
- Erich Neumann, Staatssekretär, Beauftragter für den Vierjahresplan — représentant du Plan de quatre ans — placé sous la responsabilité de Göring ; il représentait ainsi en outre les ministères de l'Économie (Walther Funk), du Travail (Franz Seldte), des Transports (Julius Dorpmüller) et de l'Armement (Fritz Todt) ;
- Dr Karl Eberhard Schöngarth, SS-Oberführer, Befehlshaber der SP und des SD (BdS) — chef de la SiPo et du SD (RSHA) — au Gouvernement général de Pologne, dépendant de Himmler ;
- Dr Wilhelm Stuckart, Staatssekretär, ministère de l'Intérieur, représentant Wilhelm Frick.

Peter Longerich regroupe les participants en trois catégories : les représentants des instances centrales (Freisler, Klopfer, Kritzinger, Luther, Neumann, Stuckart), des autorités civiles d'occupation en Pologne et en Union soviétique (Bühler, Leibbrandt, Meyer) et les fonctionnaires de la SS (Heydrich, Eichmann, Hofmann, Lange, Müller, Schöngarth). Un représentant du ministre de la Propagande Joseph Goebbels est également invité, mais n'est pas disponible le 20 janvier.
Pour Arno J. Mayer, tous les participants sont, dans leurs domaines respectifs, des spécialistes de la « question juive ». « Il est difficile de savoir lesquels parmi eux étaient au courant des massacres commis par les Einsatzgruppen même si Heydrich, Lange, Bühler et très probablement Stuckart disposaient d'informations de première main ». Toujours selon Mayer, « personne parmi eux ne pouvait ignorer qu'ils étaient là non pour alléger les tourments des Juifs mais au contraire pour les rendre plus intolérables ».
Aucun des HSSPF impliqués dans les massacres de Juifs en Union soviétique et dans les premières mesures de la Shoah, comme les gazages à Chełmno ou la construction du camp d'extermination de Belzec, n'est invité à la conférence. Heydrich souhaite imposer son plan de la « Solution finale » et refuse que les initiatives exterminatrices ordonnées par Heinrich Himmler — mises en œuvre par certains de ses subordonnés directs, comme Wilhelm Koppe, Odilo Globocnik ou Friedrich Jeckeln — soient exposées lors de la conférence.
Après guerre, lors du procès de Nuremberg et du procès des Ministères, le déni est la règle. Bülher déclare qu'il n'a pas participé à la conférence, Neumann prétend qu'il n'a rien à voir avec la conférence. Stuckart, après avoir nié sa présence, finit par l'admettre en minimisant son rôle. Klopfer ne se rappelle plus s'il a participé à la totalité de la conférence. Leibbrandt parle d'une rencontre banale au cours de laquelle la « Solution finale » n'a pas été évoquée. Kritzinger est le seul à s'exprimer franchement à propos de la politique juive du régime nazi.

## Déroulement de la conférence

Adolf Eichmann en 1942.

« Au cours de la première partie [de la conférence], tout le monde était calme et écoutait les diverses conférences et ensuite, pendant la deuxième partie, chacun parlait sans attendre son tour de parole et les gens circulaient, les majordomes, les adjudants, servaient des liqueurs. […] C'était une atmosphère officielle, mais néanmoins, ce n'était pas l'une de ces affaires rigides, formelles, officielles où chacun parle à son tour »

— Témoignage d'Adolf Eichmann
.

### Exposé de Heydrich
Heydrich, qui souhaite asseoir l'autorité de la SS, ouvre la conférence à midi par un exposé d'une heure en rappelant tout d'abord les pouvoirs qui lui ont été confiés par Göring et Himmler avant de passer en revue les mesures antisémites prises en Allemagne depuis l'arrivée des nazis au pouvoir en 1933,.
Il souligne qu'entre 1933 et 1941, cinquante-trois mille Juifs ont émigré d'Allemagne et d'Autriche ; cette information est tirée d'un document préparatoire rédigé la semaine précédente par Adolf Eichmann qui, fort de son expérience dans l'organisation de l'émigration forcée des Juifs autrichiens en 1938, est devenu le principal expert en ce qui concerne la mise en œuvre de la solution de la question juive. Toujours dans son exposé introductif Heydrich poursuit en précisant que « après l'interdiction de toute nouvelle émigration [des Juifs allemands] en octobre 1941, compte tenu du danger qu'elle représentait en temps de guerre […] le Führer avait autorisé une autre solution : l'évacuation des Juifs d'Europe vers l'Est ». « Désormais, à la place de l'émigration, la prochaine solution à envisager, avec l'aval préalable du Führer, est l'évacuation des Juifs vers l'Est. Ces actions sont toutefois à considérer uniquement comme des solutions transitoires, mais qui nous permettront d'acquérir des expériences pratiques qui seront très précieuses pour la solution finale à venir de la question juive ». Il continue son exposé et évalue le nombre de Juifs vivant en Europe et dans l'Empire colonial français en Afrique du Nord (Maroc, Algérie, Tunisie – mentionnés comme vivant en « France/territoires non occupés ») à approximativement onze millions de personnes, dont un peu plus de la moitié vivent dans des pays ou des territoires qui ne sont pas sous contrôle allemand,. Heydrich dresse la liste des pays concernés, y compris les pays européens ennemis ou neutres, comme le Royaume-Uni, l'Union soviétique, l'Espagne, le Portugal, la Suisse et la Suède et précise que ce nombre est approximatif car il s'agit uniquement de personnes pratiquant le judaïsme, la définition selon des critères raciaux étant particulièrement absente de la plupart des pays concernés par son estimation.
Toujours selon Heydrich, les Juifs déportés à l'Est doivent être astreints à des travaux forcés ce qui réduirait considérablement leur nombre et les survivants, « les éléments les plus forts de la race et le noyau de sa renaissance doivent être traités en conséquence », euphémisme pour leur assassinat. « Pour mettre en œuvre l'opération [d'extermination], l'Europe serait passée au peigne fin d'ouest en est » en donnant la priorité à la déportation des Juifs du Reich. S'il se montre radical sur la déportation des Juifs vers l'Est, Heydrich prévoit toutefois un internement des Juifs du Reich âgés de plus de 65 ans, invalides de guerre ou décorés de la croix de fer vers un « ghetto de vieux », le camp de concentration de Theresienstadt. Pour l'extension de la Solution finale aux pays occupés ou satellites, Heydrich souhaite que le ministère des Affaires étrangères prenne contact avec les autorités locales concernées. Il ne craint aucune difficulté en Slovaquie ou en Croatie, prévoit l'envoi d'un représentant en Hongrie, un contact avec le chef de la police italienne mais s'attend à des problèmes pour la déportation des Juifs dans la zone du régime de Vichy, y compris les possessions françaises d'Afrique du Nord. Heydrich aborde également la situation des Mischlinge et des partenaires de couples unissant Aryen et Juif, en souhaitant en inclure un maximum dans les plans de déportation : « plus large serait l'éventail des victimes, plus grand serait son propre pouvoir ».

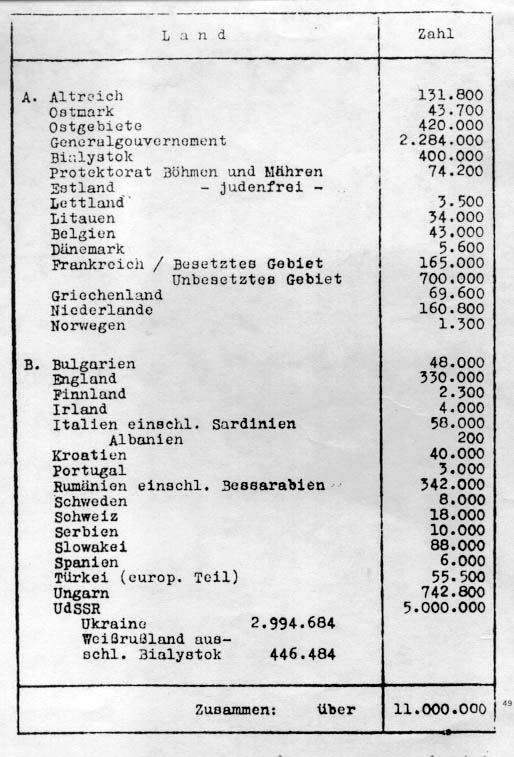
Dénombrement de la population juive en Europe selon le protocole de Wannsee.

Aucun des participants n'a pu ne pas comprendre la teneur des propos de Heydrich. Comme le souligne l'historien Christopher Browning, « ce ne sont pas des gens incultes incapables de comprendre ce qu'on leur dit ; ils ne vont pas non plus être dépassés par la surprise ou le choc parce que Heydrich ne parle pas à des non-initiés ou à des personnes délicates ».

### Débats, réactions des participants et suites
Le premier échange a lieu lors de l'exposé introductif de Heydrich : Martin Luther l'assure qu'il n'y aura aucun problème avec le régime de Vichy, mais craint en revanche la résistance des États nordiques. C'est après l'exposé de Heydrich que suivent une trentaine de minutes de questions et de commentaires et quelques conversations informelles centrées, d'après le témoignage d'Eichmann, sur les méthodes de tuerie.
À la suite d'une intervention de Wilhelm Stuckart, qui refuse que les Mischlinge allemands soient inclus dans la « solution finale », s'engage un débat sur le sort à réserver aux « demi-Juifs » et aux conjoints d'Aryens, débat qui occupe au moins la moitié de la conférence, sans déboucher sur une décision. Stuckart avertit Heydrich et les autres participants de la charge de travail considérable qui serait créée par le problème des Mischlinge et des couples mixtes : il préconise un recours généralisé à la stérilisation forcée et la possibilité d'annuler les mariages mixtes par une loi,.
Erich Neumann insiste quant à lui sur l'importance des travailleurs juifs dans des industries de guerre essentielles, travailleurs dont il estime la déportation inopportune, recueillant sur ce point l'assentiment de Heydrich qui affirme que tel n'est pas le cas pour l'instant.
Selon les notes prises par Eichmann, la dernière intervention est celle du Staatssekretär Bühler, représentant du gouverneur général Hans Frank, qui brise la langue de bois, évoque les procédés de tuerie mis en œuvre en Pologne et veut voir confirmer la priorité accordée à « l'évacuation » des Juifs polonais. Il déclare : « Le Gouvernement général serait heureux de voir commencer sur son territoire la solution finale de cette question. Là en effet le problème des transports ne présente pas de difficultés excessives et le déroulement de l'opération ne serait pas gêné par des considérations de main-d'œuvre. Il faut éliminer le plus vite possible les Juifs de cette région : le Juif en tant qu'agent de contagion y représente un danger particulier et la continuation de son commerce interlope apporte un élément constant de désordre dans la situation économique du pays. De plus sur les deux millions et demi de Juifs en question, la majorité est inapte au travail. Il faut que l'on résolve le plus vite possible la question juive dans cette région ». Bühler « saisit parfaitement les nouvelles possibilités de tuerie de masse, et sur des sites plus rapprochés que le territoire soviétique ».
Dans ses notes, Eichmann souligne que Heydrich a été heureux de la façon dont s'est déroulée la réunion. Il a exprimé sa grande satisfaction, et s'est accordé un verre de cognac. Il avait prévu des écueils et des difficultés, rappelle Eichmann, mais il a trouvé un climat propice à l'accord de la part des participants.
La conférence de Wannsee est suivie par plusieurs autres réunions auxquelles participent des responsables de rang inférieur. Une réunion est organisée peu après au ministère des Territoires occupés de l'Est, le 29 janvier, au cours de laquelle il est décidé que quiconque ayant eu la citoyenneté russe ou ayant été apatride soit défini comme Juif s'il admet l'être, s'il est reconnu comme Juif par la communauté juive, si son appartenance au judaïsme résulte d'autres circonstances ou s'il a un parent défini comme Juif par l'un des trois critères définis ci-dessus. Cette réunion est suivie par dix-sept autres, qui concernent la totalité de l'appareil administratif et répressif nazi, à l'exception du ministère de la Propagande.
« En mars 1942, la connaissance de la solution finale a pénétré profondément, bien que de manière inégale, au sein de la bureaucratie allemande où cette information suscite une volonté de contribuer — selon les termes de Rosenberg — à la « tâche historique » que « le destin a confiée » à l'Allemagne nazie ».

## Procès-verbal
« Il est impossible de reconstituer exactement ce qui s'est dit à Wannsee car […] le procès-verbal dont nous disposons, « ce n'était pas un compte rendu, c'était juste un procès-verbal unilatéral compilé par le RSHA ». Cela veut dire que les moments de discussion ont été considérablement comprimés dans le procès-verbal. »

— Édouard Husson, 2008

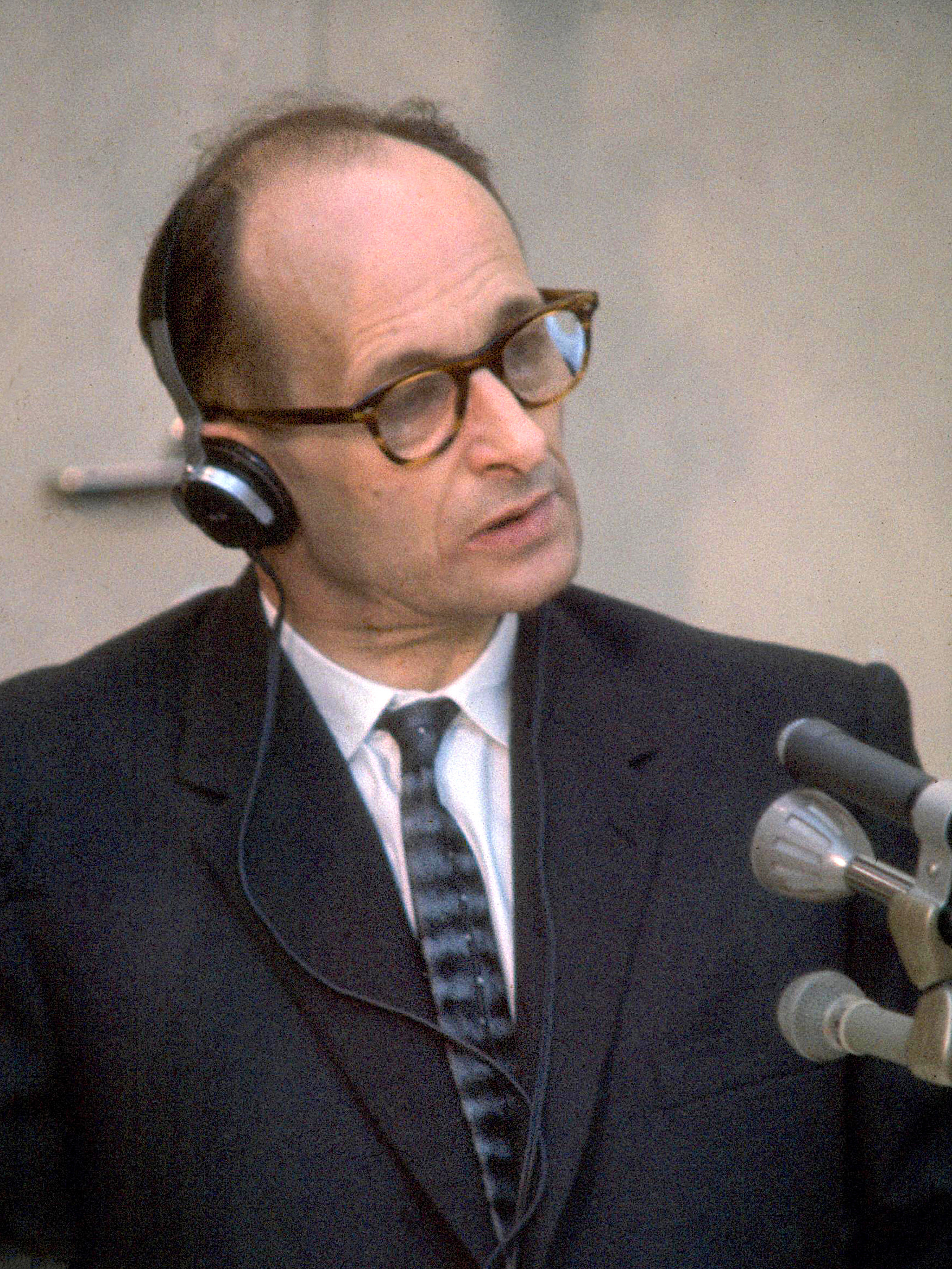
Adolf Eichmann lors de son procès à Jérusalem, en 1961.

Le « procès-verbal » d'Adolf Eichmann, dont 30 copies sont envoyées par Eichmann à tous les participants après la réunion est le document sur lequel s'organise la réflexion à propos de la conférence. La plupart des exemplaires sont détruits à la fin de la guerre quand les participants cherchent à dissimuler leurs actes. Ce n'est qu'en mars 1947 qu'une copie du procès-verbal, portant le no 16, généralement connue comme le « protocole de Wannsee », est retrouvée par le procureur américain Robert Kempner, lors de la préparation du procès des Ministères, dans les archives de Martin Luther. À ce moment, les participants les plus importants à la réunion, tels que Heydrich, Müller, Freisler, Meyer ou Eichmann sont morts ou disparus ; la plupart des autres participants nie y avoir participé : ils font valoir qu'ils ne peuvent pas se souvenir de ce qui s'est passé, ou indiquent ne pas en avoir mesuré les conséquences, comme mentionné plus haut.
Selon l'historien Christopher Browning, Joseph Goebbels, dont le ministère n'est pas représenté à la conférence, bien qu'invité, ne reçoit qu'une version expurgée du compte-rendu. En effet, Goebbels note le 7 mars 1942 dans son journal : « Je lis un mémorandum détaillé du SD et de la police sur la solution finale de la question juive. […] Il reste encore onze millions de Juifs en Europe. Ils devront ultérieurement être concentrés dans un premier temps à l'Est ; on pourra éventuellement leur attribuer une île après la guerre, comme Madagascar ».
Le texte du protocole, tel que découvert par Kempner, comporte d'importantes omissions, lesquelles ne sont mises en évidence qu'en 1962, au cours du procès d'Eichmann en Israël. Eichmann y affirme que, vers la fin de la réunion, du cognac est servi, et la conversation est alors devenue moins retenue. Il explique : « Ces Messieurs étaient debout ensemble, ou assis, et discutaient du sujet sans mettre de gants, d'une manière très différente du langage que j'ai dû utiliser plus tard dans le rapport. […] Ils ont parlé de méthodes pour tuer, de liquidation, d'extermination ».
À l'issue de la réunion, Heydrich donne à Eichmann des instructions strictes sur ce qui doit figurer dans le protocole, qui ne doit pas être un verbatim. Eichmann doit euphémiser le texte afin que rien ne soit trop explicite. Il dit à son procès : « Comment aurais-je pu rendre dans le vocabulaire officiel qui était le mien, des conversations plus que franches et des expressions relevant du jargon ». En conséquence, les vingt dernières minutes de la séance, durant lesquelles sont utilisés librement des mots comme « liquidation » et « extermination », sont résumées par la phrase : « En conclusion, les différents types de solutions possibles ont été discutés ».

## Historiographie
« Le sujet de la conférence de Wannsee […] était le meurtre, souvent exprimé à travers un langage très franc […] dont le ton et le vocabulaire étaient totalement éloignés du langage du droit. […] Le procès-verbal minimisait cette réalité, mais à des moments décisifs, il indiquait clairement que tous les Juifs d'Europe périraient d'une manière ou d'une autre. »

— Richard J. Evans, 2009

« Elle symbolise à elle seule toute la planification de la « Solution finale » dans l'imaginaire collectif. […] On dit même de manière totalement erronée que la Shoah a été décidée à Wannsee. »

— Dictionnaire de la Shoah, 2015

« À première vue, il [le protocole] marque le moment où les Nazis décidèrent d'éliminer les Juifs […] et a toujours cette image dans l'imaginaire collectif de nos jours. Mais depuis longtemps les historiens refusent cette image. »

— Mark Roseman, 2002

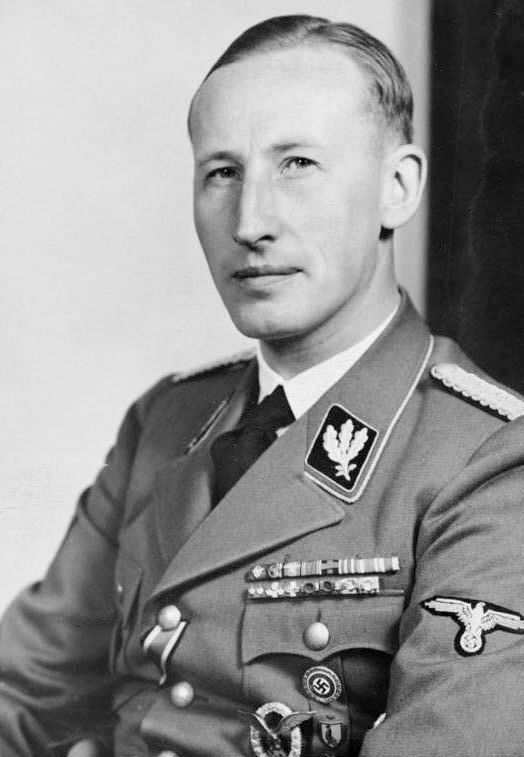
Reinhard Heydrich en 1940.

Depuis la parution, en 1961, de l'ouvrage fondateur de Raul Hilberg, La Destruction des Juifs d'Europe, toutefois fort peu disert sur la conférence de Wannsee, la majorité des historiens de la Shoah s'accorde sur le fait que la décision d'exterminer les Juifs d'Europe est antérieure à la conférence, mais que celle-ci est cependant essentielle pour l'implication de l'appareil d'État dans la mise en œuvre de la Shoah et son contrôle par la SS, et plus particulièrement par Reinhard Heydrich. Signe de son importance dans l'histoire de la Shoah, la conférence fait l'objet de plusieurs monographies, comme celles rédigées par Mark Roseman, Christian Gerlach, Florent Brayard ou Peter Longerich. Si une historiographie dominante se dessine, les débats sont toujours en cours.

### Thèses dominantes
En 2002, lors de sa première parution, la qualité de la monographie de l'historien britannique Mark Roseman est saluée par Ian Kershaw (« The best analysis in existence of the fateful Wannsee conference and its place in the final solution »), Richard J. Evans et Saul Friedländer. Dans sa préface à l'édition française, Philippe Burrin souligne également l'importance de l'ouvrage de Roseman, qui « assemble et ajuste avec sûreté les pièces d'un dossier éprouvant ». Toujours selon Burrin, « concis, précis, subtil, le livre de Mark Roseman est […] la meilleure synthèse, et de loin, qui existe sur le cheminement vers Auschwitz ». Dans son chapitre introductif, Peut-être le document le plus honteux [de l'histoire contemporaine], Roseman estime dans son analyse de la conférence que « malgré l'emploi de l'euphémisme évacuation, il est bien question d'un plan de génocide, formulé dans un langage sobre et bureaucratique, discuté dans le cadre civilisé dans ce qui fut une banlieue cosmopolite de Berlin ». Poursuivant son analyse, l'auteur estime que « le protocole demeure l'expression la plus emblématique et la plus programmatique du génocide tel qu'il a été opéré par les Nazis ». Citant l'historien allemand Eberhard Jäckel, « ce que la conférence de Wannsee a de plus remarquable est que nous ne savons pas pourquoi elle a eu lieu », Roseman estime que le protocole de la conférence est toujours mystérieux.
Christopher Browning écrit en 2004 dans Les Origines de la solution finale que « les implications en termes de génocide sont totalement et manifestement claires. […] [L'objectif est] de tuer chaque Juif en Europe de l'Irlande à l'Oural et de l'Arctique à la Méditerranée ».
Pour Édouard Husson, en 2005 dans Nous pouvons vivre sans les Juifs, « accepter l'autorité de Heydrich sur la question juive, cela signifiait adhérer au processus d'extermination ». « L'enjeu était avant tout de faire accepter par le personnel d'État le génocide tel que Hitler le suggérait […] et l'autorité suprême de la SS sur le processus. Ces deux objectifs furent atteints. […] C'est en ce sens que l'on peut dire que le processus de décision a définitivement cristallisé lors de la conférence de Wannsee ». L'ouvrage ne comporte aucune note, ce qui lui vaut une sévère critique de Florent Brayard. Lors de la parution en 2008 de son ouvrage suivant Heydrich et la Solution finale, dans lequel il réitère ses thèses, ou ses « intuitions » selon Brayard, en développant son argumentation, cette fois appuyée par un solide appareil critique, il réaffirme que « le premier objectif de la réunion était d'établir, une fois pour toutes, l'autorité de Heydrich sur la « solution finale de la question juive » ». Toujours selon le même auteur, « la question, le 20 janvier 1942, était moins de décider du génocide des Juifs, que toutes les instances regroupées autour de la table avaient contribué à mettre en place, que d'accepter que la méthode que proposait la SS pour accomplir ce génocide devînt la ligne directrice du meurtre de masse ». Il constate que la décision de mettre en œuvre la « solution finale de la question juive » avait été prise par le Führer, avant l'organisation de la conférence, en août puis en novembre 1941. Cette analyse semble partagée par le Dictionnaire de la Shoah (2015) qui indique notamment que « la conférence a porté sur la coordination de la déportation des Juifs d'Europe de l'Ouest, mais surtout sur la question du rôle directeur de la SS, et plus particulièrement du RSHA [dirigé par Heydrich], dans la mise en œuvre de la « solution finale de la question juive » », rôle qui est reconnu par tous les participants.
En 2007, dans son ouvrage Choix fatidiques, Ian Kershaw estime que selon toute apparence la décision d'exterminer les Juifs d'Europe, vraisemblablement en novembre 1941, est bien antérieure à la tenue de la conférence. Pour lui, à Wannsee, « il ne s'agissait plus de préparer un plan de déportation en vue d'une réinstallation à l'Est, si meurtrier que ce projet eût été en pratique, mais de lancer un programme génocidaire cohérent pour exterminer les onze millions de Juifs européens par des moyens qui restaient à préciser, ce qui nécessiterait une coordination continentale ». « Si les arrangements de janvier 1942 n'en étaient qu'à un stade embryonnaire, la décision de tuer les Juifs d'Europe avait déjà été prise ».
Pour Saul Friedländer, dans son ouvrage Les Années d'extermination (2007), l'un des objectifs de la conférence est d'affirmer la prééminence du RSHA, et donc de Heydrich, pour la mise en œuvre de la « solution finale », notamment à la suite des tentatives de Hans Frank et Alfred Rosenberg pour contrôler le processus sur les territoires dépendant d'eux. Il en va de même en ce qui concerne les ministères de l'Intérieur et de la Justice, « dont les institutions avaient leur mot à dire sur le destin des sangs-mêlés et des couples mixtes et ne suivaient pas automatiquement les suggestions du RSHA ». « Des années durant, on a vu dans l'allusion de Heydrich à la décimation des Juifs par les travaux forcés […] un langage codé pour désigner le meurtre de masse. Il est cependant probable qu'à ce stade (et bien sûr uniquement à l'égard des Juifs aptes au travail) le chef du RSHA ait dit ce qu'il voulait dire : les Juifs valides seraient d'abord exploités comme travailleurs forcés », étant entendu qu'à terme aucun d'entre eux ne survivrait.
En 2009, Richard J. Evans écrit que si « on a avancé que le sujet principal de la conférence était l'organisation de la livraison de main d'œuvre pour les immenses travaux prévus par le plan général pour l'Est, et qu'elle ne portait donc pas vraiment sur le meurtre de masse », les propos de Heydrich sur le sort qui attend les personnes évacuées sont pourtant clairs. Celui-ci précise lors de la conférence que le travail forcé des Juifs à l'Est permettra une diminution mécanique substantielle de leur nombre et que ceux qui survivraient devraient recevoir un « traitement approprié ».
Selon l'un des biographes d'Eichmann, David Cesarani, le but principal de la réunion est de permettre à Heydrich d'asseoir son autorité sur les différents ministères et institutions impliqués dans la politique à l'égard des Juifs, pour éviter la répétition des problèmes causés par l'assassinat de Juifs allemands à Riga en octobre 1941. « La manière la plus simple et la plus décisive par laquelle Heydrich pourrait assurer le flux régulier des déportations était d'affirmer son total contrôle sur le destin des Juifs du Reich et de l'Est en intimidant les autres parties concernées pour qu'elle suivent la ligne fixée par le RSHA ».
Pour l'historien allemand Peter Longerich (La Conférence de Wannsee. Le crime à l'échelle industrielle, 2017) « l'importance de la conférence de Wannsee réside avant tout dans le fait qu'elle reflète un changement radical dans la pensée des dirigeants allemands quant à l'orientation future de la « politique juive » vers une « Solution finale » ».

### Débats
Arno J. Mayer conteste, en 2002, le caractère génocidaire de la conférence. Selon lui, il ne s'agit que d'un plan de déportation des Juifs des régions occupées par l'Allemagne à l'Ouest du Warthegau vers des ghettos et camps de transit situés plus à l'Est. Il poursuit en affirmant que les opérations envisagées ne prévoient qu'une décimation des Juifs déportés par le travail.
L'historiographie dominante est radicalement mise en cause en 2012 par Florent Brayard dans son ouvrage Auschwitz, enquête sur un complot nazi. Pour Brayard, la conférence ne constitue pas un moment décisif de la politique génocidaire, la décision d'exterminer les Juifs d'Europe n'ayant été prise qu'entre avril et juin 1942 et ayant été tenue secrète jusqu'aux discours de Posen de Heinrich Himmler des 4 et 6 octobre 1943. Cette thèse iconoclaste ne suscite que des réactions assez neutres chez de nombreux historiens de la Shoah, comme Annette Wieviorka ou Christian Ingrao ; elle est néanmoins violemment réfutée, point par point, par Édouard Husson.

## Dans les arts et la culture

### Filmographie

#### Cinéma
- 2022 : La Conférence de Matti Geschonneck (sortie en France au cinéma du docudrama signalé ci-dessous)

#### Télévision
Série
- 1978 : la conférence est représentée dans l'épisode 2 de Holocauste.

Téléfilms
- 1984 : La Conférence de Wannsee, dont la durée est identique à celle mentionnée dans le procès-verbal de la conférence, soit 85 minutes[111].
- 2001 : Conspiration réalisé par Frank Pierson, retrace également le déroulement de la conférence, l'acteur shakespearien Kenneth Branagh y tient le rôle de Heydrich et Stanley Tucci celui d'Eichmann[112],[113].
- 2022 : La Conférence (Die Wannseekonferenz [La Conférence de Wannsee]) maintes fois primé, diffusé par le chaîne de télévision publique allemande ZDF. Le réalisateur Matti Geschonneck montre une reconstitution de la conférence de Wannsee qui s'est tenue le 20 janvier 1942, sur la base d'un scénario de Magnus Vattrodt. Reinhard Heydrich est interprété par Philipp Hochmair[114],[115].

### Littérature
- Fatherland de Robert Harris utilise la conférence comme point central du récit[116].